# Carl Andreas Fehlmann

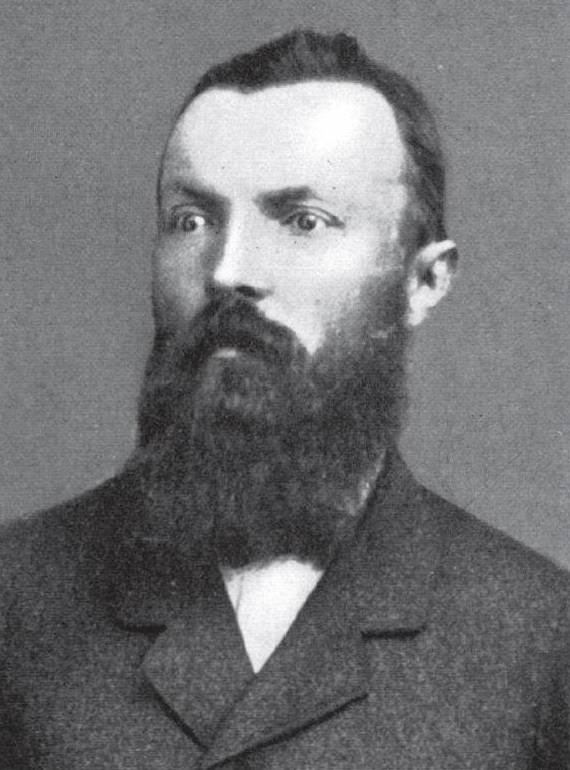
Carl Andreas Fehlmann

Carl Andreas Fehlmann (* 7. Dezember 1829 in Thun; † 7. März 1908 in Muri AG) war ein Schweizer Lehrer und Landschaftsmaler sowie Zeichner.

## Leben
Carl Andreas Fehlmann erhielt den ersten Unterricht in dem von seinem Vater, einem Lehrer, gegründeten Institut in Thun. Seine Familie siedelte 1836 von Thun nach Nyon über, wo sein Vater zum Lehrer für Mathematik und Deutsche Sprache berufen wurde.
1840 trat Fehlmann in Nyon ins Collège – École Moyenne ein. Von 1847 bis 1850 besuchte er das Lehrerseminar Wettingen, das unter der Leitung von Augustin Keller stand. Danach war er zwei Jahre lang in Safenwil als Lehrer tätig. Ab dem 2. Juli 1852 studierte Fehlmann Malerei an der Königlichen Akademie der Künste in München.
Nach dem Tod seines Vaters 1854 zog er nach Lenzburg, wo er als Lehrer für Französisch, Schreiben, Turnen und Zeichnen an der dortigen Bezirksschule tätig war. Einige Zeit bekleidete er den Posten des Rektors. Für die Kulturgesellschaft im Aargau schuf er einen Aquarellzyklus zur Geschichte der Stadt Lenzburg.

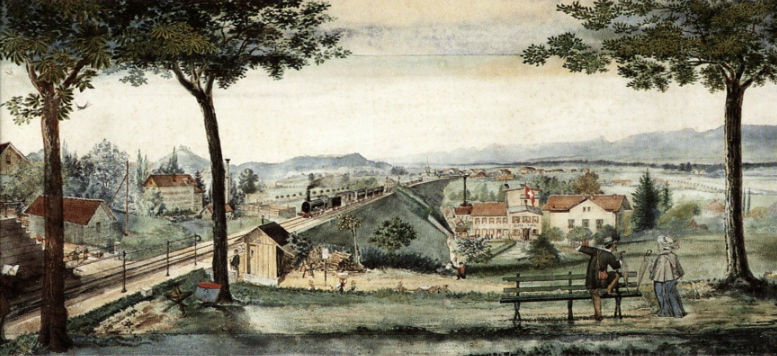
Carl Andreas Fehlmann: Blick vom Cholerahaus Lenzburg entlang des Bahndamms Richtung Westen

1857 heiratete er Anna Elisabeth Hünerwadel, die jedoch schon 1866 starb. Angesichts der ständig sich verschlechternden Gesundheit kam Fehlmann 1905 ins Pflegeheim im Kloster Muri, wo er drei Jahre später starb.

## Veröffentlichungen
- Zeichnen. In: Aargauer Schulblatt. Nr. 9, 8. April 1876.